# Gomer (plaats)
Gomer is een gemeente in het Franse departement Pyrénées-Atlantiques (regio Nouvelle-Aquitaine) en telt 175 inwoners (2004). De plaats maakt deel uit van het arrondissement Pau.

## Geografie
De oppervlakte van Gomer bedraagt 3,2 km², de bevolkingsdichtheid is 54,7 inwoners per km².
De onderstaande kaart toont de ligging van Gomer (plaats) met de belangrijkste infrastructuur en aangrenzende gemeenten.

## Demografie
Onderstaande figuur toont het verloop van het inwonertal (bron: INSEE-tellingen).